# Kultura s vypíchanou keramikou

Mapa rozšíření kultury s vypíchanou keramikou v Evropě

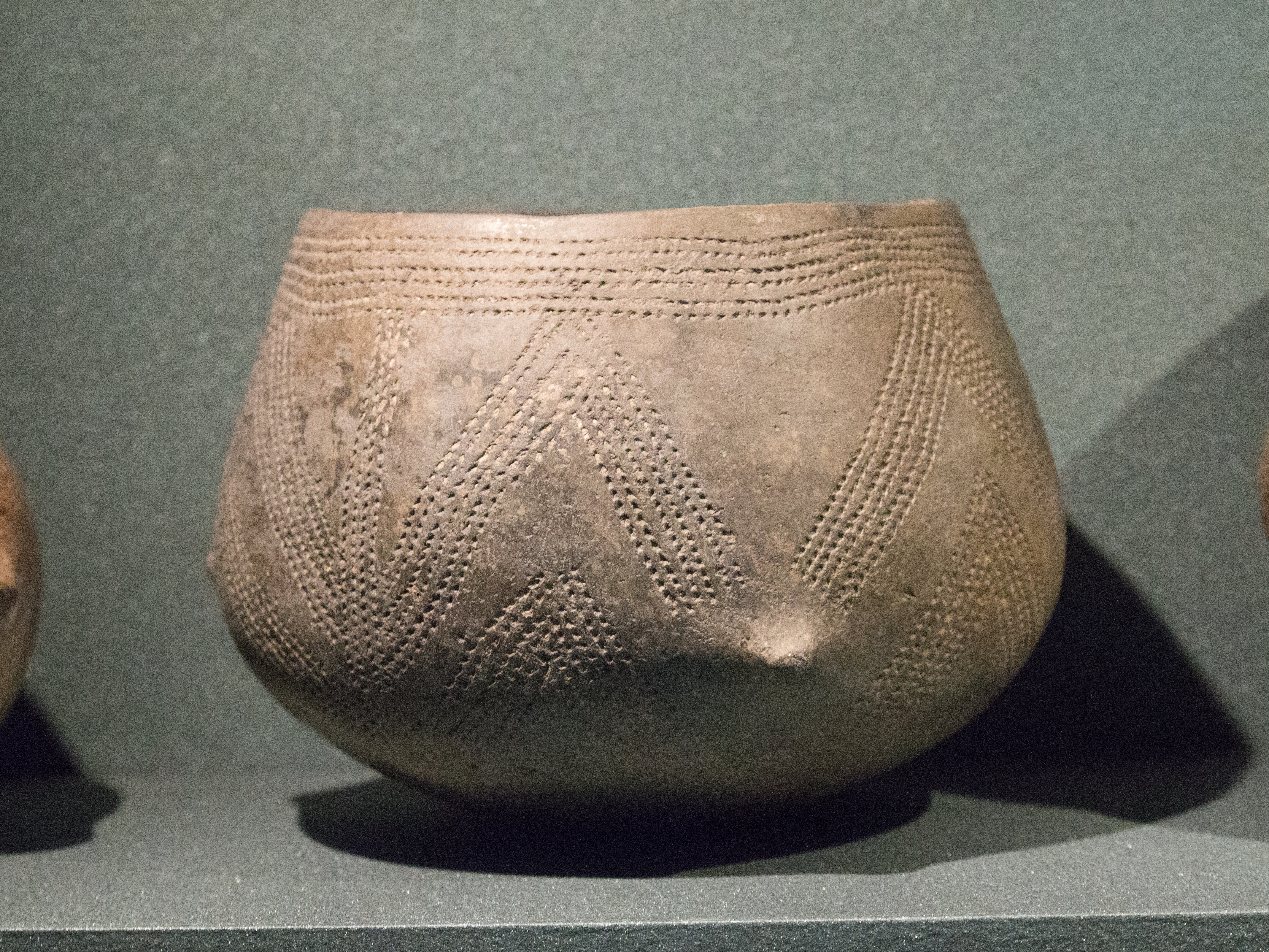
Kultura s vypíchanou keramikou ze sbírky Muzea hlavního města Prahy.

Kultura s vypíchanou keramikou (= kolkovaná, značka: StK, Stichbandkeramik) vznikla ze šáreckého stupně kultury s lineární keramikou ve středním neolitu na počátku 5. tisíciletí př. n. l. Objevuje se ve východní Francii, Německu, Rakousku, Polsku a Česku. Její jméno je odvozeno od charakteristické výzdoby nádob.
Starší stupeň kultury je charakterizován nádobami hruškovitého tvaru, zdobenými krokvicemi z dvojvpichů. Mladší stupeň je ovlivněn lengyelskou kulturou, keramika je rozmanitější a zdobnější.
Lidé kultury s vypíchanou keramikou pohřbívali své mrtvé do země ve skrčené poloze nebo i (poprvé v Čechách) žehem (např. pohřebiště Bylany nebo Miskovice).
V mladší fázi této kultury se objevují zvláštní kruhové stavby dosud nejednoznačně objasněného významu, tzv. rondely. Patrně šlo o sociokultovní stavby.

## Sídliště
- Příšovice u Turnova

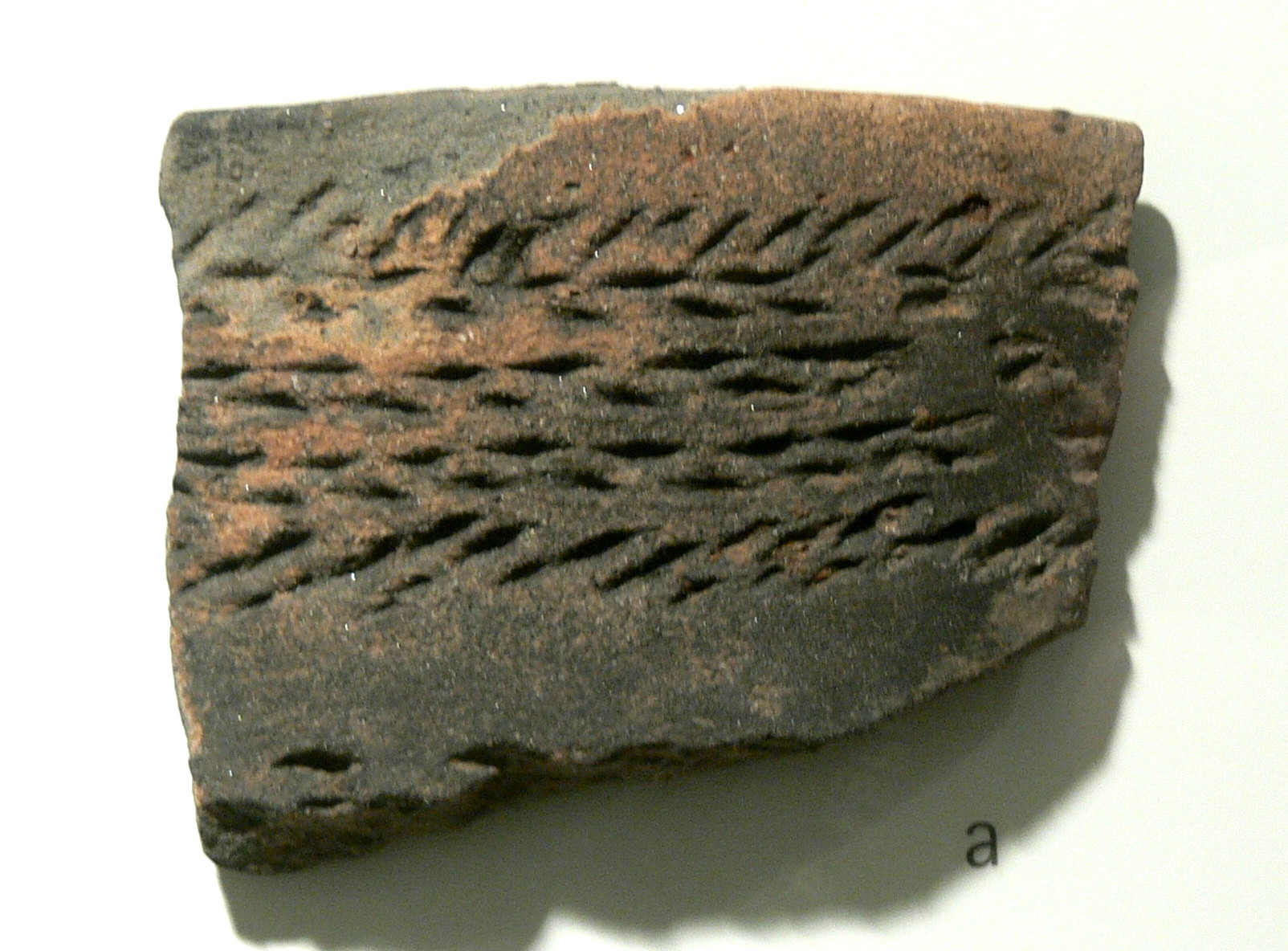
Ukázka keramiky, Archeologické muzeum Gunzenhausen (Bavorsko)

- Bylany: neolitický sídelní areál Bylany
- Mšeno
- Březno u Loun
- Plotiště nad Labem
- Předměřice nad Labem
- Úhřetice
- Jaroměř

Výzkumy v Ústí nad Labem prokázaly významné sídlo s rondelem i v této krajské metropoli.